# Saïfoulaye Diallo
El Hadj Saïfoulaye Diallo (* 1923 in Diary bei Labé; †  25. September 1981 in Conakry) war ein guineischer Politiker.
Nach dem Besuch der Koranschule Schüler der Oberschule „Camille Guy“ in Conakry und schließlich Absolvent der École normale William Ponty in Sébikhotane bei Dakar begann Diallo 1942 als Buchhalter zu arbeiten. Von 1943 bis 1947 in die Finanzverwaltung Nigers versetzt, macht er dort die Bekanntschaft Djibo Bakarys und trat 1947 einer kommunistischen Studiengruppe bei. Im selben Jahr wurde er nach Guinea zurückbeordert, um in seinem Heimatdorf seinen Vater als Dorfchef zu ersetzen. In Guinea nahm er erste Kontakte zur PDG auf. In den Jahren 1949 bis 1955 wurde er, nach einer zweijährigen Beurlaubung vom Staatsdienst 1947 bis 1949, mehrfach versetzt und diente in verschiedenen kolonialen Dienststellen im heutigen Burkina Faso. Dort an einer schweren Lungenerkrankung erkrankt, erholte er sich 1955 für acht Monate im Fouta Djallon und analysierte die dortige politische Situation innerhalb der französischen Kolonien. Im selben Jahr nahm er in Mamou eine Tätigkeit in der Finanzverwaltung auf, ohne seine politische Tätigkeit zu vernachlässigen, und wurde bei den Wahlen zur französischen Nationalversammlung 1956 gemeinsam mit Sekou Touré Abgeordneter Guineas. Im März 1957 zum Bürgermeister Mamous gewählt, wurde er im selben Jahr Präsident der Territorialversammlung des semi-autonomen Guinea und Mitglied des Hohen Rates von Französisch-Westafrika.
Nach der Unabhängigkeit Guineas fungierte er als Generalsekretär der PDG und Präsident der Nationalversammlung. Erst 1963 trat er in die guineische Regierung ein und wurde Staatsminister für Justiz sowie administrative und finanzielle Kontrolle. 1964 wurde Diallo Finanz- und Planungsminister und gleichzeitig erster und ständiger Vertreter des Staatschefs Sekou Touré während dessen zahlreichen Auslandsreisen. Er wirkte zunächst 1968 als Minister für den Gesamtbereich Finanzen und 1969 als Außenminister, bis er 1972 Minister ohne Geschäftsbereich im Präsidialamt Guineas und damit de facto Vizepräsident des Landes wurde. Im Jahr 1973 vertrat er im Sozialministerium die schwer erkrankte Mafory Bangoura, bevor er aufgrund interner Querelen im kollektiven Führungsorgan der guineischen Staatspartei PDG und aufgrund seines eigenen, angegriffenen Gesundheitszustandes Vorsitzender des einflusslosen „Staatskomitees für die Beziehungen zu den Ländern der arabischen Liga“ wurde. Wieder Mitglied des inneren Führungszirkels der PDG 1978, erfolgte 1979 seine Ernennung zum Minister für Gesundheit. Kurz vor seinem Tode bekam er das Amt des abgeordneten Ministers bei der Nationalversammlung zugewiesen.
Obwohl Saïfoulaye Diallo sich wiederholt wegen seiner Lungenerkrankung in längere medizinische Behandlungen begeben musste, formte er Grundzüge der guineischen Politik und bildete in gewisser Weise einen Gegenpol zu Sekou Tourés mitunter sprunghafter Politik, insbesondere nach außen.